# 界 (佛教)
界（梵語），舊譯持、性，是古印度哲學中，用來對世間各種物理現象進行分類與歸納的術語，即範疇。在佛教中，接受這個名詞，是阿毘達磨的重要課題之一。以界來進行禪修，稱為界分別觀。

## 釋義
“界”的原意為種族或界限，意指功能差別、體性、原因、有相隔分別、不能混淆相雜之義。如《大毘婆沙論》記載“界”有十或十一種含義：
|  | 問：何故名界？界是何義？ 答： 1. 種族義，是界義； 2. 段義、分義、片義、異相義、不相似義、分齊義，是界義； 3. 種種因義，是界義。 聲論者說： 1. 馳流故名界， 2. 任持故名界， 3. 長養故名界。 應知此中， 1. 種族義，是界義者，如一山中，有多種族，謂：金、銀、銅、鐵、白鑞、鉛、錫、丹青等，石、白墡土等，異類種族；如是，於一相續身中，有十八界，異類種族。 2. 段義，是界義者，如有次第安布段物，得種種名，謂：次第安布材木等段，名為宮殿臺觀舍等；次第安布餘甘子等段，名阿摩洛迦；次第安布竹篾等段，名蓋扇等；次第安布骨肉等段，名男女等；如是，次第安布眼等十八界段，名為有情、摩納婆等。 3. 分義，是界義者，謂：男身中，有十八分，女等亦爾，即十八界。 4. 片義，是界義者，謂：男身中，有十八片，女等亦爾，即十八界。 5. 異相義，是界義者，謂：眼界相異，乃至意識界相異。 6. 不相似義，是界義者，謂：眼界不似餘界，乃至意識界不似餘界。 7. 分齊義，是界義者，謂：眼界分齊，異餘十七界；乃至意識界分齊，異餘十七界。 8. 種種因義，是界義者，謂：因此故有眼界，非即因此乃至有意識界；乃至因此故有意識界，非即因此乃至有眼界。 聲論者說， 1. 馳流故，名界者，謂：此諸界，馳流三界、五趣、四生，輪轉生死。 2. 任持故，名界者，謂：此諸界，任持自性。 3. 長養故，名界者，謂：此諸界，長養他性。 是故，種族義，是界義；乃至長養故，名為界。 |

 又如：《瑜伽師地論·攝抉擇分》：「問：何等是界義？答：因義，種子義，本性義，種性義，微細義，任持義，是界義。」

## 各種界
在部派佛教中，區分出種種不同的界，如二界、三界、四界、六界、十八界等說法。大乘佛教還有法界（即法性）、十界等說法。

### 三界
三界，即欲界、色界、無色界。

### 四界
四界，即地、水、火、風四大種，現代亦稱為四大元素。

### 五界
五界，即地、水、火、風四大種加上虛空。外道認為虛空是“大種”（構成色法的元素），佛教則反對該說法，認為虛空不是大種，因此五界不能稱爲五大種。
另外，有五識界，與此不同，指：眼识、耳识、鼻识、舌识、身识。

### 六界
四大種再加空界、識界，合稱為六界。說一切有部对空界（虚空界）所指的虛空有异议，认为是不一样的。外道有五大種學說，即四大種加虛空，认为虚空也是大種；佛教認為虛空不是大種，虛空與四大種不同之處在於沒有「種」的含義：無增無減、無損無益、無興無衰，非先業異熟而生。識界能生、四大種能養、空界能長有情色、無色身，界有結生入胎的作用，使之區別於蘊和取蘊。

### 十八界
在阿毘達摩論書中，十八界是個重要的主題。十八界中六識界是能依，六內界是所依，六外界是境界。過去、現在、未來三世都具有十八界，六識身無間已滅名意界。

### 六十二界
《中阿含經·心品·多界經》將諸界總結為六十二界：
- 十八界：眼界，色界，眼識界；耳界，聲界，耳識界；鼻界，香界，鼻識界；舌界，味界，舌識界；身界，觸界，身識界；意界，法界，意識界。
- 六界：地界，水界，火界，風界，空界，識界。
- 六界：欲界，恚界，害界，無欲界，無恚界，無害界。
- 六界：樂界，苦界，喜界，憂界，捨界，無明界。
- 四界：受界，想界，行界，識界。
- 三界：欲界，色界，無色界。
- 三界：色界，無色界，滅界。
- 三界：過去界，未來界，現在界。
- 三界：劣界，中界，妙界。
- 三界：善界，不善界，無記界。
- 三界：學界，無學界，非學非無學界。
- 二界：有漏界，無漏界。
- 二界：有為界，無為界。

《大毘婆沙論》宣稱：六十二界都為能依、所依、境界三者所攝，故攝在十八界中。